# Novembre 1889

## Événements
- Canada : Neil McLeod devient premier ministre de l'Ile-du-Prince-Édouard, remplaçant William Wilfred Sullivan.

- 4 novembre :
  - Ménélik II obtient l'allégeance d'une grande majorité de la noblesse éthiopienne. Il se fait couronner négus d’Éthiopie peu de temps après, restaurant la dynastie des Salomonides (fin en 1913).
  - Inauguration en Prusse de la Vennbahn.

- 15 novembre, Brésil : le régime de l'empereur Pierre II du Brésil, devenu très impopulaire auprès des grands propriétaires terriens, pour avoir aboli l'esclavage, est renversé par l'armée, dirigée par le général Manuel Deodoro da Fonseca. La République est proclamée (República Velha, 1889-1930) et l'armée entre sur la scène politique brésilienne. La nation est informée que la dynastie impériale est détrônée. Tout le monde l’accepte (les planteurs abandonnent un empire qui émancipait les esclaves). Dans les provinces, seul Bahia et le Maranhão réagissent défavorablement. L’empereur abdique et part en exil. Il meurt à Paris le 5 décembre 1891.

## Naissances
- 11 novembre : Marcel Buysse, coureur cycliste belge († 3 octobre 1939).
- 14 novembre : Taha Hussein, romancier, essayiste et critique littéraire égyptien.
- 20 novembre : Edwin Hubble, astronome américain († 28 septembre 1953).
- 22 novembre : 
  - Annibale Ninchi (mort le 15 janvier 1967), Acteur italien
  - Dorothy Draper (morte le 11 mars 1969), décoratrice d'intérieur américaine
  - Erwin Stresemann (mort le 20 novembre 1972), ornithologue et un historien des sciences allemand
  - Hans Lipps (mort le 10 septembre 1941), philosophe allemand
  - Henri Bléhaut (mort le 8 décembre 1962), contre-amiral et homme politique français

## Décès
- 16 novembre : Amalie Bensinger, peintre allemande (° 28 mars 1809).
- 22 novembre : Eugène Oudinot (né le 3 avril 1827), peintre-verrier français